# Anton Grady
Anton Grady (Cleveland, 19 aprile 1992) è un ex cestista statunitense.